# Сан-Себаштіан-душ-Карруш
Сан-Себаштіан-душ-Карруш (порт. São Sebastião dos Carros; МФА: [ˈsɐ̃w sɨ.bɐʃ.ti.ˈɐ̃w duʃ ˈka.ʁuʃ]) — парафія в Португалії, у муніципалітеті Мертола. Розташована в південній частині країни, на теренах історичної португальської провінції Алентежу. Входить до складу округу Бежа. За адміністративним поділом, чинним до 1976 року, терени парафії були складовою провінції Нижнє Алентежу. Належить до Безької діоцезії Католицької церкви. Патрон — святий Севастіан. Площа — 72,2420 км². Населення — 220 ос. (2011). Слабо урбанізований регіон. Густота населення — 3,05 осіб/км²
. Код — 020909.

## Населення
| Кількість мешканців | Кількість мешканців | Кількість мешканців | Кількість мешканців | Кількість мешканців | Кількість мешканців | Кількість мешканців | Кількість мешканців | Кількість мешканців | Кількість мешканців | Кількість мешканців | Кількість мешканців | Кількість мешканців | Кількість мешканців | Кількість мешканців |
| ------------------- | ------------------- | ------------------- | ------------------- | ------------------- | ------------------- | ------------------- | ------------------- | ------------------- | ------------------- | ------------------- | ------------------- | ------------------- | ------------------- | ------------------- |
| 1864                | 1878                | 1890                | 1900                | 1911                | 1920                | 1930                | 1940                | 1950                | 1960                | 1970                | 1981                | 1991                | 2001                | 2011                |
| 415                 | 401                 | 484                 | 522                 | 519                 | 495                 | 579                 | 1 007               | 1 010               | 870                 | 631                 | 466                 | 406                 | 300                 | 220                 |